# Guttenburg (Gräfenberg)
Guttenburg ist ein Gemeindeteil der Stadt Gräfenberg im Landkreis Forchheim (Oberfranken, Bayern).

## Geografie
Das Dorf im Nordwesten der Gräfenberger Flächenalb befindet sich etwa eineinhalb Kilometer westlich des Ortszentrums von Gräfenberg und liegt auf einer Höhe von 503 m ü. NHN. auf einem zur Nördlichen Frankenalb gehörenden Hochplateau, das im Nordosten von der Trubach und im Südwesten vom Oberlauf der Schwabach begrenzt wird.

## Geschichte

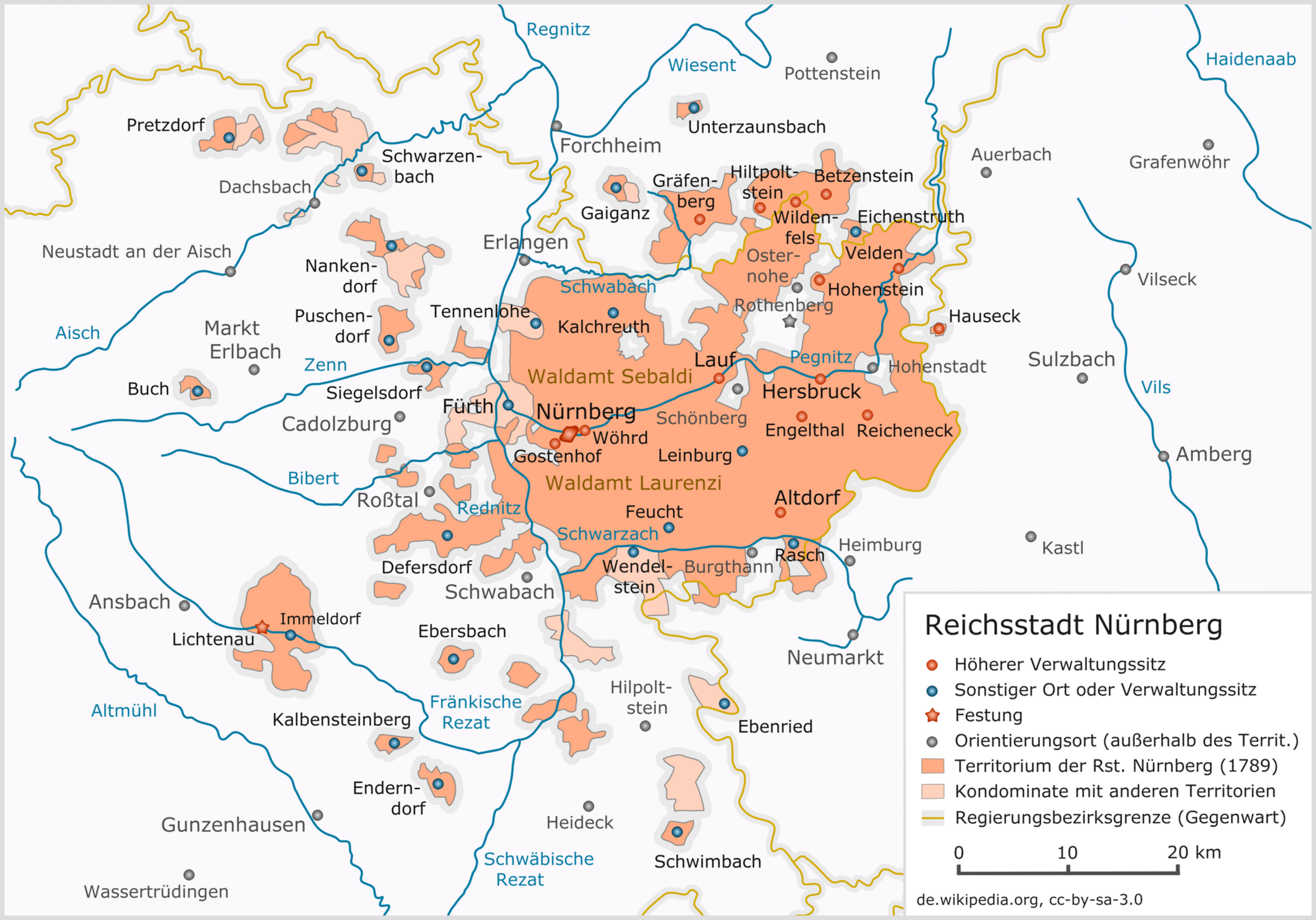
Das Landgebiet
der Reichsstadt Nürnberg

Seit dem Beginn des 16. Jahrhunderts hatte Guttenburg zum Landgebiet der Reichsstadt Nürnberg gehört, nachdem es dieser gelungen war, die umliegende Gegend durch ihre Teilnahme am Landshuter Erbfolgekrieg in ihren Besitz zu bringen. Die Hochgerichtsbarkeit hatte seither das nürnbergische Pflegamt Hiltpoltstein in seiner Funktion als Fraischamt inne. Die Dorf- und Gemeindeherrschaft wurde von der Ebner von Eschenbach'schen Stiftung ausgeübt. Diese Nürnberger Eigenherren besaßen auch die Grundherrschaft über alle zehn Anwesen des Ortes. In den folgenden drei Jahrhunderten blieben diese Verhältnisse weitgehend unverändert, bis die Reichsstadt Nürnberg im Jahr 1806 unter Bruch der Reichsverfassung vom Königreich Bayern annektiert wurde. Damit wurde Guttenburg Bestandteil der bei der „napoleonischen Flurbereinigung“ in Besitz genommenen neubayerischen Gebiete, was erst im Juli 1806 mit der Rheinischen Bundesakte nachträ legalisiert wurde.
Durch die Verwaltungsreformen zu Beginn des 19. Jahrhunderts im Königreich Bayern wurde Guttenburg mit dem Zweiten Gemeindeedikt im Jahr 1818 eine Ruralgemeinde, zu der der damalige Weiler Gräfenbergerhüll gehörte. Noch vor der Gebietsreform in Bayern wurde Guttenburg 1959 in die Stadt Gräfenberg eingegliedert. Zu Beginn des Jahres 2019 zählte Guttenburg 144 Einwohner.

## Verkehr
Die von Gräfenberg kommende Kreisstraße FO 28 durchquert den Ort und führt weiter nach Walkersbrunn. Der nächstgelegene Bahnhof befindet sich in Gräfenberg.

## Baudenkmäler

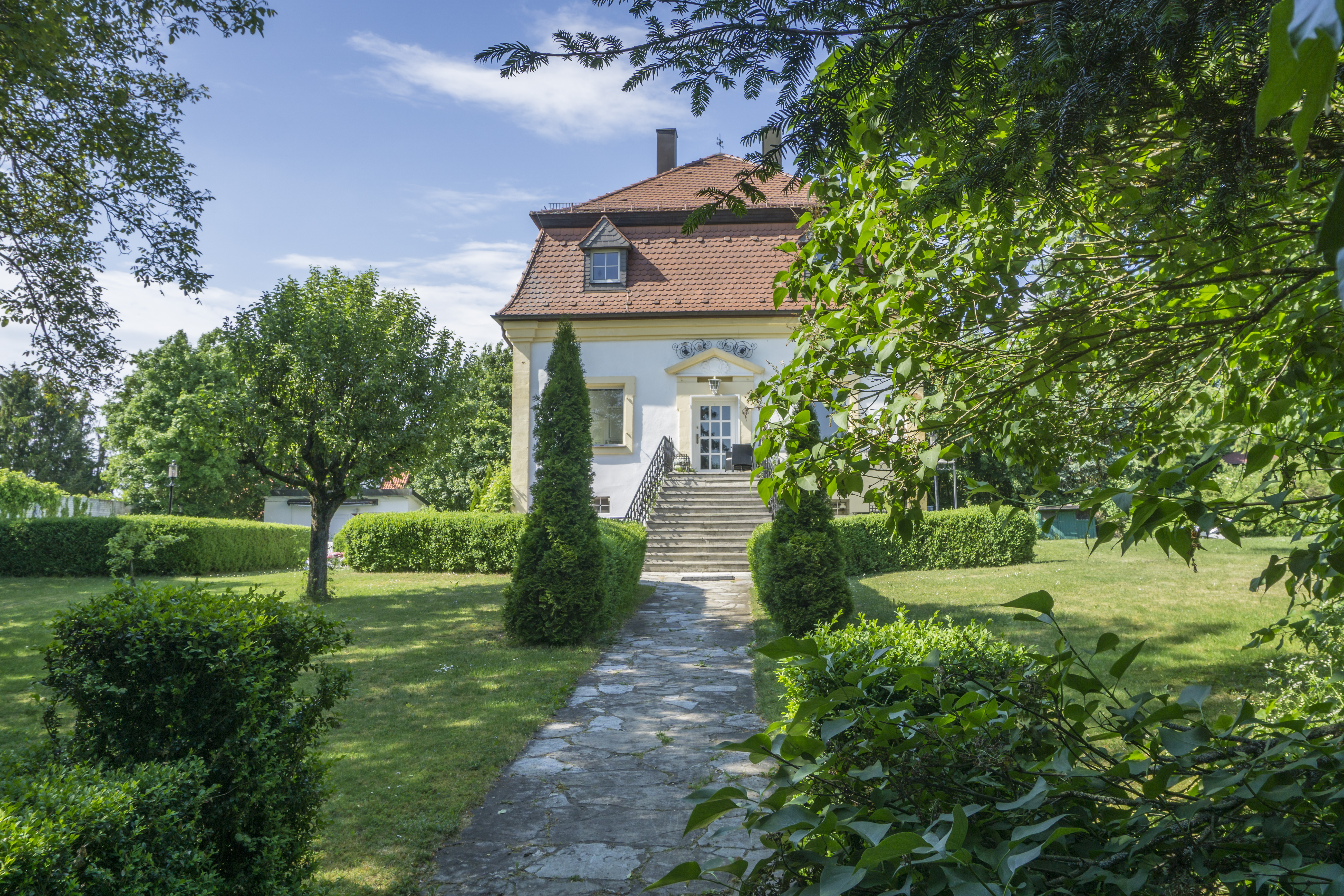
Schloss Guttenburg, von der Eingangsseite her gesehen

Am nördlichen Ortsrand von Guttenburg steht das aus dem 18. Jahrhundert stammende Schloss Guttenburg, ein denkmalgeschützter eingeschossiger Mansardwalmdachbau.